# Ejler Bruun
Ejler Bruun (født 27. april 1950 i Vejleby på Lolland, død 3. juli 2024) var en dansk landsdommer i Østre Landsret.

## Levnedsløb
Ejler Bruun var søn af en proprietær. Han blev matematisk student fra Maribo Gymnasium i 1969, efterfølgende cand. jur. og var derpå ansat i Justitsministeriet som sekretær og senere fuldmægtig i 1975-1985. Derefter var han dommer i Københavns Byret 1986-1997, hvorpå han blev landsdommer i Østre Landsret fra 1997 frem til sin pensionering. Blandt andet idømte han i 2008 det tidligere Europaparlamentsmedlem Klaus Riskær Pedersen seks års fængsel for mandatsvig og bedrageri. Bruun virkede også som censor ved Københavns og Aarhus Universitet og var mæglingsmand ved Statens Forligsinstitution i arbejdsstridigheder. I en nekrolog blev han beskrevet som lidt af en skønånd, der interesserede sig for yoga, vinterbadning, tennis og klassisk rockmusik.
Han blev i 2014 gift med den 14 år yngre jurist Saskia Johanne Madsen-Østerbye.
Bruun var optaget i Kraks Blå Bog og dekoreret med Kommandørkorset af Dannebrog.